# 1933 no Brasil
Esta é uma cronologia dos fatos acontecimentos de ano 1933 no Brasil.

## Incumbentes
- Presidente do Brasil - Getúlio Vargas (3 de novembro de 1930 - 29 de outubro de 1945)

## Eventos
- 3 de maio: São realizadas as eleições legislativas para a escolha da Assembleia Nacional Constituinte.[1]
- 24 de outubro: É fundada a cidade de Goiânia, capital do estado de Goiás.[2]
- 15 de novembro: É instalada a Assembleia Nacional Constituinte no Rio de Janeiro.[3]

## Nascimentos
- 7 de janeiro: Nicette Bruno, atriz (m. 2020).
- 9 de janeiro: Paulo Goulart, ator (m. 2014).
- 19 de janeiro: Luís Carlos Arutin, ator (m. 1996).
- 27 de janeiro: Ary Fontoura, ator
- 11 de março: Léa Garcia, atriz (m. 2023)
- 23 de maio: Othon Bastos, ator
- 28 de outubro: Garrincha, jogador de futebol (m. 1983).
- 29 de novembro: Francisco Cuoco, ator (m. 2025)
- 9 de dezembro: Milton Gonçalves, ator (m. 2022)
- 14 de dezembro: Eva Wilma, atriz (m. 2021)

## Mortes
- 1 de março: Hilário Jovino Ferreira, compositor, letrista, pioneiro do samba e primeiro carnavalesco (n. 1855)
- 2 de maio: Juliano Moreira, médico e psiquiatra (n. 1872)